# Antiquarium iconografico
L'Antiquarium Iconografico di Capo Soprano è una struttura museale che si trova a Gela (provincia di Caltanissetta), nel Parco archeologico delle Mura Timoleontee.

## Storia
La zona di Capo Soprano si sviluppa nel IV secolo a.C., dopo l'avvenuta distruzione della città ad opera dei Cartaginesi nel 405 a.C., dove in passato erano le necropoli della città. I nuovi quartieri residenziali vi si insediarono seguendo uno schema urbanistico caratterizzato da un impianto viario regolare
In questo clima di ricostruzioni nasce anche il vicino complesso dei bagni greci, come numerose residenze lussuose venute alla luce in più scavi archeologici, che dimostrano la ricchezza del quartiere.
Qui sorse pure il poderoso muro di fortificazione (chiamato mura Timoleontee), la cui parte conservata ha uno sviluppo lineare di circa 3,60 metri, uno spessore di 3 ed un'altezza media di 3,20 metri. Lo stato di conservazione dei materiali più deperibili (i mattoni di argilla cruda che rivestono la parte superiore del monumentale sistema difensivo) lo deve alla sepoltura in antico da una spessa coltre di sabbia che lo protesse dalle spoliazioni avvenute in età medievale, come nel caso della sua porzione nord-occidentale.
Dopo la distruzione di Gela ad opera di Finzia, tiranno di Agrigento, il muro perse la sua funzione e le poche tracce di vita ivi presenti in età successiva al 282 a.C. confermano che il sito fu spopolato, mentre parte della popolazione dovette trasferirsi in fattorie e casolari delle vicine campagne.
In tempi recenti nasce la necessità per il sito (in cui al momento si lavora per la realizzazione di una nuova copertura protettiva) di un antiquarium, sorto nell'ex casa del custode, per poter mostrare i reperti ivi recuperati.

## Esposizione
In due sale sono esposti dei reperti provenienti dalle Mura Timoleontee, le fortificazioni che circondavano la polis siciliana sin dal IV secolo a.C. Sono esposte fotografie, ceramiche e monete, anche se attualmente solo le mura possono essere visitate.

## Visite
Tutti i giorni dalle 9:00 a un'ora prima del tramonto, ultimo lunedì del mese chiuso. Ingresso con biglietto unico cumulativo